# 法戈 (印地安納州本頓縣)
法戈（英語：Fargo）是位於美國印地安納州本頓縣的一個非建制地區。該地的面積和人口皆未知。

## 地理
法戈的座標為40°31′08″N 87°16′46″W / 40.51889°N 87.27944°W，而該地的平均海拔高度為238米（即781英尺）。